# Lepszy model
Lepszy model – debiutancki album Kasi Klich.

## Lista utworów
1. „Intro (Kasia)”
2. „Lepszy model"
3. „Sercowa sprawa"
4. „Nie dbam o jutro"
5. „No i jak?"
6. „Sama tego chciałaś"
7. „Nie odwracaj się"
8. „Na pół, na 2, na 3"
9. „Byle pozytywnie"
10. „Od pierwszego usłyszenia"
11. „100 lat samotności"
12. „Może zrobić właśnie tak"
13. „To nie przesada"
14. „Będę robić nic"
15. „Lepszy model” (Yaro Remix)

## Sprzedaż
| Oficjalna Lista Sprzedaży OLiS |    |    |    |    |    |    |    |    |    |    |    |    |    |
| Tydzień                        | 01 | 02 | 03 | 04 | 05 | 06 | 07 | 08 | 09 | 10 | 11 | 12 | 13 |
| Pozycja                        | 22 | 8  | 9  | 20 | 24 | 25 | 30 | 36 | 42 | 49 | 43 | 46 | -  |